# Rosa López
Rosa María López Cortés (Láchar, 14 gennaio 1981) è una cantante spagnola.

## Biografia
Nata a Peñuelas, frazione di Láchar, ha raggiunto la fama nel 2001 partecipando al reality show musicale Operación Triunfo.
Ha rappresentato la Spagna all'Eurovision Song Contest 2002.
Successivamente ha pubblicato cinque album in studio, un album su DVD e undici singoli.
Premiata più volte in tutta la sua carriera musicale, ha anche vinto un'edizione di Mira quién baila, versione spagnola di Strictly Come Dancing.
Nel 2016 arriva seconda nel talent show Tu cara me suena.

## Discografia
- 2002: Rosa
- 2003: Ahora
- 2004: Ojalá
- 2005: Rosa En Concierto (DVD)
- 2006: Me siento viva
- 2008: Promesas
- 2009: Propiedad de nadie
- 2012: Rosa López
- 2017: K A I R O S
- 2023: Señales